# Focene
Focène è una frazione di 104 abitanti del comune di Fiumicino, nella provincia di Roma.

## Toponomastica
Il nome Focène è la forma plurale di focèna (Phocoena), cetaceo della famiglia dei phocoenidae, che differisce dalla famiglia dei delfini per il muso corto e arrotondato ed il colore brunastro.
Assai più probabilmente, il nome dell'abitato di Focène deriva dalla "foce" del fiume Tevere a esso vicina, secondo il calco di una forma toponomastica diffusa già in antico nell'area laziale presso Roma: Tellene, Fidene, Fregene.

## Descrizione
Il caratteristico centro urbano di Focène, abitato attualmente da circa 3.500 residenti (1.000 nuclei circa), si sviluppa lungo il viale centrale di Focene, direttrice viaria che corre parallelamente al mare, ed è costituita da villette a uno o a due piani dal tipico aspetto mediterraneo.
Percorrendo l'arenile verso nord, si incontra la foce che in origine era alimentata dal corso d'acqua generato da lago naturale, prosciugato per la realizzazione dell'Aeroporto di Roma-Fiumicino. Tale foce, separa Focene dalla frazione di Fregene e dall'Oasi di Macchiagrande.
La località offre al turista giornaliero e stagionale spiagge bianche ed estese, con uno splendido, importante e protetto patrimonio di dune mediterranee, dall'originale associazione vegetativa spontanea, che fiorisce in una meravigliosa esplosione di colori nei mesi primaverili.

## Storia
Insieme a Fregene, Maccarese, Passo Oscuro e Palidoro, Focène è una delle 5 frazioni marinare presenti nel litorale del Comune di Fiumicino, a soli 15 km da Roma, ed è per estensione una delle più grandi d'Italia.

### Età antica
Focene è stato un crocevia di popoli sin dall'antichità, infatti vide importanti prove di civiltà con i villaggi altanoviani delle genti italiche già 4.500 anni fa, come il sito dell'Età del Rame di Cerquete a Maccarèse, dove abbiamo le prime tracce di agricoltura, allevamento, utilizzazione delle pelli, filatura della lana, addomesticamento di animali, strumenti di lavoro e di caccia in ossidiana (cave delle Isole Eolie, Palmarola e Sardegna), selce (cave teverine) e tracheite, lavorazione del rame e della ceramica, riti funerari (con il più antico ritrovamento in Italia della specie equina, il cavallo di Cerquete-Fianello a Maccarese, a 2 km da Focene); proseguendo con gli insediamenti Etruschi del VI secolo a.C. (come la Necropoli della Banditaccia, a 20 km da Focene), e gli approdi Fenici del 450 a.C. (Tempio di Uni-Astarte, presso il Castello di Santa Severa nell'omonima frazione di Santa Marinella, a 30 km da Focene) e le prime colonie marittime romanizzate del 250 a.C., come Pyrgi (sempre presso Santa Severa); fino ai siti di importanza fondamentale per lo sviluppo dell'Impero Romano e della Civiltà Mediterranea.
È proprio il Mediterraneo a cullare e a tenere uniti da migliaia di anni tali meravigliosi patrimoni culturali, e a tutt'oggi vi si affacciano in totale circa 150 milioni di residenti: una vera Federazione di Stati a sé, attratta dalla crescente e attuale costellazione degli Stati Europei. A ridosso del  nucleo urbano di Focene, presso Fiumicino, vi sono i porti imperiali di Traiano e di Claudio dell'Antica Roma, risalenti al 54 d.C.; la Necropoli di "Portus", ovvero il centro urbano vetero-romano corrispondente oggi allo stesso Fiumicino, del I secolo d.C.; e il Museo delle navi romane, adiacente all'Aeroporto di Roma-Fiumicino intitolato a Leonardo da Vinci, dove sono conservati i resti di importanti imbarcazioni d'epoca.

### Età contemporanea
Fino a prima dell'età contemporanea la zona litoranea vicino a Roma era considerata lacustre, acquitrinosa e insalubre, in particolare quella di Maccarese. Il problema venne inizialmente affrontato solo a partire dal 1878, con la legge per il risanamento dell'Agro Romano. L'arrivo dei braccianti ravennati che allora si insediarono, diede inizio ad un'opera gigantesca che rivoluzionò la geografia della zona. La prima bonifica comportò lo scavo di quasi cento chilometri di canali tra principali e secondari; il sistema principale era costituito da due canali allaccianti per le acque alte provenienti dalle zone collinari e affluenti in un collettore generale delle acque alte con sbocco diretto nel mare; le acque erano poi sollevate per mezzo dell'impianto delle macchine idrovore di Focene e convogliate in mare. L'idrovora era a quel tempo una macchina a vapore alimentata a carbone.
Nonostante la grandiosità dell'opera, i risultati non furono tali da risanare effettivamente la zona. La speciale legge per la bonifica integrale del 1923 ripropose il problema, individuando nell'agricoltura il miglior sistema di risanamento e dando l'avvio ad una rivoluzione sociale oltre che geografica e storica. Con l'aiuto di braccianti provenienti per la maggior parte dal Veneto e dalla Lombardia, ma anche dalle Marche e dallo stesso Lazio, furono completate le opere idrauliche con altre centinaia di chilometri di canali, sia per il drenaggio che per l'irrigazione; furono pure create strade, ponti, argini di fiumi, livellamenti di pendenze e furono inoltre installate nuove idrovore per ampliare l'area bonificata, come le idrovore di Maccarese, oggi meglio definite idrovore di Focene.
Tra gli impianti di sollevamento, il più interessante della zona è appunto quello di Focene, che si incontra sulla via delle Idrovore, appena fuori dall'abitato. È costituito da un insieme di fabbricati del 1925 dalla caratteristica architettura, in prossimità dei quali si trova un bacino d'acqua nel quale hanno trovato dimora molte varietà di pesci ed uccelli. La gestione della bonifica è da anni affidata al Consorzio di Bonifica Tevere e Agro Romano.
Focene è sostanzialmente un esteso borgo marinaro, che si affaccia sulle rive del Mar Tirreno, sorto negli anni quaranta come insediamento di pescatori. Si è poi sviluppato nei primi anni sessanta a seguito della costruzione dell'Aeroporto di Roma-Fiumicino, il quale è divenuto un ingresso aereo internazionale per circa 27 milioni di persone l'anno, distante da Focene solo 2 km, e negli stessi anni fu scoperto da personaggi e famiglie illustri che lo scelsero come residenza estiva (come ad esempio gli Sciascia e i Colonna). Anche i Torlonia avevano la loro tenuta all'interno della Pineta all'ingresso sud di Focene, su viale del Principe, la quale oggi appartiene alla famiglia Cesarini-Sforza. Inoltre, sulle spiagge di Focene nord, si girarono nel 1959 alcune riprese del film del 1960 di Federico Fellini La Dolce Vita, con protagonisti Marcello Mastroianni e Anita Ekberg.
Nel 1992 vi è stato un referendum "separatista" che ha coinvolto alcune delle Circoscrizioni affacciate al litorale ovest del Comune di Roma, il cui esito ha costituito il Comune di Fiumicino, dentro il quale ricade il territorio di Focene.

### Chiesa di Santa Ninfa
In mezzo alla campagna, tagliata fuori dalle vie di comunicazione, si trova la piccola cappella settecentesca di Santa Ninfa, che prende il nome da una protomartire cristiana. Per arrivarci è necessario imboccare viale Santa Ninfa, traversa della via delle Idrovore. La minuscola struttura è ciò che resta di un complesso di casali della stessa epoca, oramai perduti.

### Altri monumenti e itinerari
Altri qualificati itinerari e monumenti, comprendono il Castello di Porto e la Chiesa (basilica e necropoli) dei Santi Ippolito e Lucia, la Torre Nicolina (XIV secolo), la Chiesa del Crocefisso (fine XVII secolo), la Chiesa di Santa Maria della Salute, la Torre Clementina, la Villa Guglielmi e il centro storico di Fiumicino, in origine chiamato Borgo Valadier, dal nome del progettista Giuseppe Valadier, uno fra i più importanti architetti del suo tempo, che nella prima metà dell'Ottocento ebbe l'incarico dal Papa di creare un centro abitato all'altezza dell'innovazione e delle esigenze del territorio. È inoltre possibile visitare la stessa città di Roma, prenotare gite storiche e turistiche, nonché gite in barca sul Tevere.
Tra Focene e Fregene vi è l'oasi di Macchiagrande.

## Dintorni
| Le località limitrofe |           |              |           |              |              |                |         |                |          |
| Fregene               | Maccarese | Torrimpietra | Tragliata | Tragliatella | Passo Oscuro | Parco Leonardo | Aranova | Testa di Lepre | Palidoro |

## Sport

### Calcio
La principale squadra di calcio della città è l' SSF Atletico Focene. Fu fondata nel 1997 con il nome di AS Focene Calcio. Dalla stagione 2016/2017 si è fusa con il Fregene e lo Sporting Fiumicino ed è nata la SFF Atletico che ha militato e vinto la categoria di Eccellenza. Nella cittadina del litorale romano è presente un'altra società calcistica di nome ASD Atletico Focene. Oggi milita nel campionato di seconda categoria. Ha un settore giovanile molto promettente, pieno di ragazzi che potranno sbocciare nel loro futuro calcistico